# Dilophus tingi
Dilophus tingi är en tvåvingeart som först beskrevs av Hardy 1942.  Dilophus tingi ingår i släktet Dilophus och familjen hårmyggor. Inga underarter finns listade i Catalogue of Life.